# Lucy Mair
Lucy Philip Mair (* 28. Januar 1901 in Banstead, Surrey; † 1. April 1986 in London) war eine britische Sozialanthropologin und Professorin an der London School of Economics and Political Science.

## Leben
Ihre Eltern waren der Beamte David Beveridge Mair und Jessy, geb. Philip (spätere Janet Thomson Beveridge als Ehefrau von William Henry Beveridge), die in der Hochschulverwaltung arbeitete. Zunächst besuchte Lucy Philip Mair die St. Paul’s School for Girls. Danach studierte sie Classics am Newnham College, einem Frauen-College der Universität Cambridge. 1923 schloss sie die Classical tripos mit Bestnote („First Class“) und einer Auszeichnung im Fach Philosophie im zweiten Teil ab.
Danach war Mair fünf Jahre lang in der von dem Altphilologen Gilbert Murray geleiteten League of Nations Union tätig, einer Organisation, die sich für Frieden und andere Ideale des Völkerbunds einsetzte. Dort engagierte sie sich in der Öffentlichkeitsarbeit, als Dozentin und Repräsentantin am Sitz des Völkerbunds in Genf. Gleichzeitig arbeitete sie an ihrer ersten Monografie, einer Schrift über den Schutz von Minderheiten im Völkerbund. The protection of minorities erschien 1928 und wurde noch drei Jahrzehnte danach als bedeutender Beitrag auf dem Gebiet der Internationalen Beziehungen zitiert. Später wurden ihre Leistungen in diesem Fachgebiet jedoch nicht mehr wahrgenommen, während sie im Bereich der Sozialanthropologie durchaus gewürdigt wurden.
1927 erlangte Mair ihren Master-Abschluss. Im Anschluss studierte sie an der London School of Economics and Political Science (LSE), wo sie als Doktorand auch zunehmend in den Lehrbetrieb eingebunden war. So gehörte sie zu den ersten, die in der neu begründeten Abteilung für Internationale Beziehungen („International Studies“, später „International Relations Department“) lehrten. Inspiriert durch von Bronisław Malinowski gehaltene Seminare, entschied sie sich für Anthropologie als Forschungsgebiet. Mit Hilfe eines Studiums der Rockefeller-Stiftung bereiste sie Uganda und beschäftigte sich mit den dortigen Regelungen für Grundbesitz, was in ihre Dissertation (An African people in the twentieth century) einfloss. 1932 wurde sie an der LSE promoviert und lehrte als Dozentin (Lecturer) für Kolonialverwaltung.
In den folgenden Jahren unternahm Mair weitere Exkursionen nach Ostafrika und führte ihre ethnologischen Studien fort. So besuchte sie, unterstützt durch ein Stipendium des International African Institute, das Mandatsgebiet Tanganjika (1936–1937). Während des Zweiten Weltkriegs verließ sie vorübergehend die LSE. Von 1939 bis 1943 arbeitete sie in der Forschung für das Royal Institute of International Affairs (Abteilung Foreign Research and Press Service) und im Anschluss für das Informationsministerium. Von 1945 bis 1946 unterrichtete sie an der Australian Land Headquarters Civil Affairs School, wo sie australische Verwaltungsbeamte auf ihren Einsatz in Neuguinea vorbereitete. 1948 veröffentlichte sie ihre Erkenntnisse in der Schrift Australia in New Guinea.
Ab 1946 lehrte Mair wieder an der LSE, wobei sie auf eigenen Wunsch offiziell vom Fachbereich Internationale Beziehungen zur Anthropologie wechselte, vor allem um ein in Bezug auf ihre Spezialisierung stimmiges Forschungs- und Lehrprofil zu erhalten. Zunächst lehrte sie als Reader für Kolonialverwaltung, ab 1952 als Reader für angewandte Anthropologie und ab 1963 als Professorin bis zu ihrer Emeritierung 1968. Auch im Ruhestand lehrte sie noch als Honorarprofessorin an der University of Kent. Zu Mairs bedeutendsten anthropologischen Beiträgen dieser Jahre gehörten Primitive Government (1962), New Nations (1963) und Anthropology and Social Change (1969). Sie veröffentlichte außerdem mehrere Bücher über die Funktion der Ehe in Afrika und die Ehe im Allgemeinen (Marriage, 1971). Mair selbst blieb unverheiratet. Neben ihrer Tätigkeit als wissenschaftliche Autorin und Hochschullehrerin beriet sie politische Entscheidungsträger. Zu ihren größten Verdiensten wird gezählt, dass sie aufzeigte, wie Anthropologen nationale und internationale Regierungen in ihrem kulturellen Verständnis unterstützen können.

## Ehrungen
Das Royal Institute of International Affairs (RIA) zeichnete Mair 1935 mit der „Wellcome Medal for Research in Anthropology“ aus. Seit 1998 verleiht RIA die „Lucy Mair Medal“, um herausragende Leistungen auf dem Gebiet der Anthropologie zur Linderung von Armut und Not sowie zur Anerkennung der Menschenwürde zu würdigen.

## Werke
- The protection of minorities: the working and scope of the minorities treaties under the League of Nations. Christophers, London 1928.
- An African people in the twentieth century. George Routledge & sons, London 1934.
- Native policies in Africa. G. Routledge & Sons, London 1936.
- Native marriage in Buganda. Oxford University Press, London 1940.
- Welfare in the British Colonies. Royal Institute of International Affairs, London 1944.
- Australia in New Guinea. London 1948.
- Studies in applied anthropology. Athlone Press, London 1957.
- New Nations. Weidenfeld and Nicolson, London 1963.
- Primitive Government. Penguin Books, Harmondsworth 1964.
- African Marriage and Social Change. Routledge, London 1969, ISBN 0-7146-1908-6.
- Witchcraft. Weidenfeld and Nicolson, London 1969.
  - Magie im Schwarzen Erdteil. Aus dem Englischen von H. Miklik-Stampa und E. Rössler. Kindler, München 1969.
- Anthropology and Social Change. Athlone Press, London 1971, ISBN 0-485-19638-7.
- Marriage. Penguin Books, Harmondsworth 1971, ISBN 0-14-021336-8.
- African Societies. Cambridge University Press, London 1974, ISBN 0-521-20442-9.
- African kingdoms. Clarendon Press, Oxford 1977, ISBN 0-19-821698-X.
- A Introduction to Social Anthropology. Greenwood Press, Westport 1985, ISBN 0-313-24977-6.